# Agustín Juárez
Agustín Juárez Ortiz (* 28. August 1943 in San Luis Potosí (Stadt); † vor oder am 7. Mai 2024) war ein mexikanischer Radrennfahrer.

## Sportliche Laufbahn
Juárez war Straßenradsportler und Teilnehmer der Olympischen Sommerspiele 1968 in Mexiko-Stadt. Das im olympische Straßenrennen beendete er auf dem 27. Platz.
In der Kuba-Rundfahrt 1968 wurde er hinter Sergio Martínez Zweiter und Gewinner der Bergwertung. 1969 gewann er erneut eine Etappe sowie die Gesamtwertung der Vuelta de la Juventud Mexicana. Bei den Zentralamerika- und Karibikspielen 1970 wurde er beim Sieg von José Jaime Galeano Vierter im Straßenrennen.